# Coenosia leopldi
Coenosia leopldi este o specie de muște din genul Coenosia, familia Muscidae. A fost descrisă pentru prima dată de Mary Katherine Curran în anul 1929.
Este endemică în Congo. Conform Catalogue of Life specia Coenosia leopldi nu are subspecii cunoscute.